# 朱莉婭·塞德夫吉安
朱莉婭·塞德夫吉安（法語：Julia Sedefdjian，1994年12月26日—）出生於法國普罗旺斯-阿尔卑斯-蓝色海岸大区濱海阿爾卑斯省的尼斯，是一位法式料理的女性廚師。

## 生平
朱莉婭·塞德夫吉安的父親是亞美尼亞血統，母親則是西西里人，最初她所設定的職業是獸醫，後來她十四歲的時候前往尼斯酒店學校當學徒，取得烹飪和糕點的專業能力證書之後，她前往Aphrodite餐廳擔任廚師David Faure的助理，之後搬到巴黎在Les Fables de La Fontaine餐廳繼續助理的生涯，她專心學習魚類料理，半年後升上助理主廚，一直到2015年她以20歲的年紀成為一名主廚。
2016年她將為Les Fables de La Fontaine餐廳推出新菜單，並且降低餐點售價，以21歲的年紀，取得米其林指南一星評鑑的廚師。2018年她和Les Fables de La Fontaine餐廳的兩位同事：助理廚師塞巴斯蒂安·讓-約瑟夫（法語：Sébastien Jean-Joseph）、酒店經理格雷戈里·阿內爾卡（法語：Gregory Anelka）共同創業，在巴黎第五區創業開設Baieta餐廳，這家以地中海風味的餐廳，在次年就獲得米其林指南一星評鑑、戈和米約兩頂高帽。

## 獲獎
Baieta餐廳：
- 米其林指南[4]
- 戈和米約[5]

## 相關連結
- Baieta餐廳官方網站 （页面存档备份，存于）